# John L. Cason
John Lacy Cason (Valley View, 30 luglio 1918 – Santa Barbara, 7 luglio 1961) è stato un attore statunitense.
Attivo dai primi anni '40 ai primi anni '60, ha preso parte a oltre 200 lavori tra film e produzioni televisive, soprattutto di genere western.

## Biografia
Cason è nato il 30 luglio 1918 a Valley View, Texas. Ha debuttato nel cinema interpretando un combattente nella classica commedia del 1941 di Gianni e Pinotto, Gianni e Pinotto reclute (Buck Privates).
Durante la sua carriera, Cason veniva spesso scelto per interpretare il cattivo o il braccio destro, come nel film del 1952 Black Hills Ambush. La maggior parte dei suoi ruoli non prevedeva il riconoscimento nei titoli, ma a volte riceveva una menzione nominale, come il braccio destro Lucas nel western del 1944 Wild Horse Phantom, Blazer in La legge di Robin Hood (1949), e Westy nel western del 1953 Il suo onore gridava vendetta.

## Filmografia parziale

### Cinema
- Fugitive Valley, regia di S. Roy Luby (1941)
- Border Patrol, regia di Lesley Selander (1943)
- Taxi, Mister, regia di Kurt Neumann (1943)
- Last Days of Boot Hill, regia di Norman S. Hall (1947)
- Il vagabondo della città morta (Relentless), regia di George Sherman (1948)
- Pistole puntate (Belle Starr's Daughter), regia di Lesley Selander (1948)
- Red Desert, regia di Ford Beebe (1949)
- La legge di Robin Hood (Rimfire), regia di B. Reeves Eason (1949)
- Laramie, regia di Ray Nazarro (1949)
- Redwood Forest Trail, regia di Philip Ford (1950)
- Il passo degli apaches (Stage to Tucson), regia di Ralph Murphy (1950)
- Pelle di bronzo (Comanche Territory), regia di George Sherman (1950)
- The Fighting Stallion, regia di Robert Emmett Tansey (1950)
- Fast on the Draw, regia di Thomas Carr (1950)
- Crooked River, regia di Thomas Carr (1950)
- Colorado Ranger, regia di Thomas Carr (1950)
- La Strade di Ghost Town (Streets of Ghost Town), regia di Ray Nazarro (1950)
- Donne verso l'ignoto (Westward the Women), regia di William A. Wellman (1951)
- Lo sceriffo dalla frusta d'acciaio (The Vanishing Outpost), regia di Ron Ormond (1951)
- Il sergente Carver (The Texas Rangers), regia di Phil Karlson (1951)
- Black Hills Ambush, regia di Harry Keller (1952)
- Wagon Team, regia di George Archainbaud (1952)
- Hellgate - Il grande inferno (Hellgate), regia di Charles Marquis Warren (1952)
- Per la vecchia bandiera (Thunder Over the Plains), regia di André De Toth (1953)
- Red River Shore, regia di Harry Keller (1953)
- I rinnegati del Wyoming (Wyoming Renegades), regia di Fred F. Sears (1954)
- Il tesoro della montagna rossa (Treasure of Ruby Hills), regia di Frank McDonald (1955)
- L'ultima frontiera (The Last Frontier), regia di Anthony Mann (1955)
- Conta fino a 3 e prega! (Count Three and Pray), regia di George Sherman (1955)
- La jungla dei temerari (Tennessee's Partner), regia di Allan Dwan (1955)
- Nessuno mi fermerà (Top Gun), regia di Ray Nazarro (1955)
- Il Robin Hood del Rio Grande (Blackjack Ketchum, Desperado), regia di Earl Bellamy (1956)
- Lo spietato (The Hard Man), regia di George Sherman (1957)
- Quel treno per Yuma (3:10 to Yuma), regia di Delmer Daves (1957)
- La corriera fantasma (The Phantom Stagecoach), regia di Ray Nazarro (1957)
- Lo sceriffo di ferro (The Iron Sheriff), regia di Sidney Salkow (1957)
- Il cavaliere della tempesta (The Storm Rider), regia di Edward Bernds (1957)
- Snowfire, regia di Dorrell McGowan e Stuart E. McGowan (1958)
- Il sentiero della violenza (Gunman's Walk), regia di Phil Karlson (1958)
- Il pistolero di Laredo (Gunmen from Laredo), regia di Wallace MacDonald (1959)

### Televisione
- The Adventures of Kit Carson - serie TV, 14 episodi (1951-1953)
- Cowboy G-Men - serie TV, 10 episodi (1952-1953)
- Cisco Kid - serie TV, 8 episodi (1951-1954)
- Le avventure di Jet Jackson (Captain Midnight) – serie TV, episodio 1x03 (1954)
- Wild Bill Hickok - serie TV, 3 episodi (1952-1955)
- Le avventure di Gene Autry (The Gene Autry Show) - serie TV, 5 episodi (1950-1955)
- Le avventure di Campione (The Adventures of Champion) – serie TV, episodio 1x19 (1956)
- Roy Rogers (The Roy Rogers Show) - serie TV, 9 episodi (1953-1957)
- Il cavaliere solitario (The Lone Ranger) - serie TV, 12 episodi (1949-1957)
- The Restless Gun - serie TV, 3 episodi (1957-1959)
- Le leggendarie imprese di Wyatt Earp (The Life and Legend of Wyatt Earp) - serie TV, 5 episodi (1956-1959)
- Tombstone Territory - serie TV, 2 episodi (1957-1959)
- Shotgun Slade - serie TV, 2 episodi (1960)
- Laramie - serie TV, 2 episodi (1959-1960)